# Elasti-Girl
Elasti-Girl es un personaje ficticio, una superheroína del universo de DC Comics y miembro de la Patrulla Condenada.  El personaje fue posicionado en el número 88 en la lista de las "100 Mujerés de Cómic más sexis" de la Comics Buyer's Guide.
Elasti-Girl ha aparecido en numerosos   programas de televisión y películas de dibujos animados. Hizo su primera aparición en vivo en la serie Titanes de DC Universe, interpretada por April Bowlby, quien repitió el papel para la serie Doom Patrol. La serie también se reproduce en HBO Max.

## Historial de publicaciones
Elasti-Girl fue creada por los escritores Bob Haney y Arnold Drake, y el artista Bruno Premiani. Ella apareció por primera vez en My Greatest Adventure vol. 1 #80 (1963).

## Biografía ficticia del personaje
Rita Farr es una medallista de oro olímpica que se hizo actriz de Hollywood y se vio expuesta a unos extraños gases volcánicos cuando estaba rodando en África. Cuando Farr se recupera, descubre que puede expandir y encoger su cuerpo a voluntad - desde cientos de metros hasta meras pulgadas. Cuando consigue pleno control de sus poderes, descubre que puede alargar un único miembro si así lo desea.
Aunque no está físicamente desfigurada, Rita inicialmente no tiene control sobre sus cambios de tamaño, por lo que es considerada un monstruo y una amenaza, y la encarcelan, arruinando su carrera en Hollywood. Sin embargo, Rita toma contacto con el Dr. Niles Caulder (también conocido como El Jefe), quien le ofrece un lugar junto a otros compañeros "monstruos", donde podría utilizar sus poderes para el bien. Como Elasti-Girl, se une al equipo de Caulder, la Doom Patrol. Rita se enamora y casa con Steve Dayto, el héroe Mento. Más tarde, la pareja adopta al joven Gar Logan, que se convertiría en Beast Boy, de los Jóvenes Titanes.
En la histira "LJA: Año Uno", el Detective Marciano le dice a Rita que era fan de sus películas y que le entristecía que no continuara haciendo películas. Entonces, ella le besa y, más tarde, le dice que había conocido a la actriz de Alien Sigourney Weaver y que estaba segura de que le habría caído bien.
La tragedia la golpea cuando los enemigos de la Doom Patrol, la Hermandad del mal, amenazan a un pequeño pueblo pesquero de Nueva Inglaterra. Los miembros de la patrulla eligen sacrificarse para salvar a los inocentes, y son asesinados en una explosión. Más tarde se descubrió que varios miembros del equipo en realidad engañaron a la muerte (apareciendo en las reapariciones de la Doom Patrol), aunque Elasti-Girl continuaría "muerta" hasta Crisis Infinita.

### Crisis Infinita
Recuerdo la explosión en la isla. Y luego nada más que oscuridad. ¿Se supone que estoy muerta?
Elasti-Girl, Teen Titans #32, marzo de 2006.

Cuando el escritor y artista John Byrne revivió a la Doom Patrol en 2004, Elasti-Girl fue uno de pocos miembros del equipo reintroducidos, como si ninguno de los acontecimientos anteriores que la continuidad original de la Doom Patrol hubiera pasado. Esta situación fue explicada como un efecto cósmico cuando Superboy Prime golpeó la barrera a la realidad, creando ondas que cambiaron la realidad de varios personajes, entre ellos al original equipo de la Doom Patrol.
Los miembros de la Patrulla conservan recuerdos de sus anteriores vidas, hasta que Superboy Prime rompe la barrera de la Zona Fantasma durante su batalla contra los Titanes y sus aliados. En ese momento, sus mentes disciernen visiones de las anteriores formaciones de la Doom Patrol, y Rita recuerda todo, como a su marido, a su hijo y a su propia muerte.
Rita se ve en la edición #7 de la serie limitada de 2005 Crisis Infinita, como uno de los muchos héroes que defendían a la ciudad de Metrópolis del ejército de aquellos que se hacían llamar la Sociedad Secreta de Supervillanos. Ella personalmente batalla contra gigantesca villana Giganta.
Rita hace un cameo en la edición #50 de maxiserie semanal de (2006-2007) 52. Ella se ve en una pantalla de un monitor luchando contra Black Ádam junto a la torre inclinada de Pisa.
En última instancia, la historia que conllevó hacia Crisis Infinita retconeó el reinicio de Byrne sobre su continuidad.

### Un año después
Tras el arco "Un año después", la Doom Patrol cambia considerablemente, perdiendo varios miembros y volviendo al equipo Chico Bestia, uniedoseles Bumblebee y Vox.
La explicación de la resurrección fue gracias a Rita: El Jefe rescató un trozo del cráneo de Elasti-Girl y utilizó su tecnología para regenerar todo su cuerpo, debido a su naturaleza maleable. En consecuencia, Elasti-Girl sería muy dócil, y reacia a cuestionarle al Jefe. Jefe insinúó que su forma maleable dificultaría su capacidad para pensar, lo que llevaría a su falta de iniciativa personal haciéndola dependiente de Caulder (también conocido como El Jefe). Como se observa su interacción con el jefe, Robin sospecha que El Jefe le ha lavado el cerebro a Rita y a los otros miembros de la patrulla. El marido de Rita, Mento, que está bajo el control de su casco, cree que su esposa nunca lo amaría sin ella.
Después de su batalla contra la Hermandad, los Titanes y la Doom Patrol presencian como el Jefe trabaja para convencer a Kid Devil que es un fenómeno y que los Titanes en realidad no lo quieren. Esto empuja que los equipos se enfrentaran al jefe: Mento, finalmente, se quita el casco y deliberadamente le dice al jefe que él es el líder y que ya no volverá a formar parte de la Doom Patrol y si alguna vez de nuevo insulta a su esposa y a su hijo, usará sus poderes para destruir el intelecto del Jefe. Rita se mantiene firme al lado de su marido, dejando fuera de control al Jefe.
En la serie más reciente Doom Patrol, Rita cambiaría su nombre en clave al de "Mujer Elastica". Se puso de manifiesto que cuando el jefe le devolvió la vida, hizo uso de un protoplasma para eliminar los "puntos débiles", tales como los huesos y los órganos internos, por lo tanto, Rita ya no era completamente humana. Cuando Rita duerme pierde su forma humana y se revierte a un estado protoplasmático, teniendo que cambiar la aapriencia de sí misma cuando se despierta cada mañana.

## Poderes y habilidades
Rita Farr tiene la capacidad de ampliar y reducir de tamaño su cuerpo. Sus poderes de expansión le permiten llegar a ser tan grande como un rascacielos. Ella tiene la capacidad para reducirse a meras pulgadas. (Durante una aventura, fue expuesta a un gas que la llevó a reducir a una escala microscópica y entrar a un universo subatómico; la experiencia no se ha vuelto a repetir.) Rita puede reducir o ampliar selectivamente partes de su cuerpo. Como se muestra la Doom Patrol abordada por John Byrne (La historia Retconeada de la Doom Patrol), Elasti-Girl podría cambiar el tamaño de los objetos y las personas con sólo tocarlos; cuando serían puestos en libertad, podían volver a su tamaño normal. Debido a su fisiología protoplasmática, Rita puede regenerar cualquier parte de su cuerpo. 
Ella puede reconstruirse asímisma, por ejemplo, si su cara fuera aplastada la puede regenerar,por ejemplo, una pierna rota y puede regenerar miembros amputados.

## En otros medios

### Televisión

#### Acción en vivo
- Se hace referencia a Rita Farr en el episodio "Cosas que no puedes superar" de The Flash, ya que fue el tema de un filme documental llamado The Rita Farr Story, que se proyectaba en Ciudad Central en el que estaban Iris West y Barry Allen.
- Rita Farr apareció en Titanes, interpretada por April Bowlby, y repite el papel en Doom Patrol.[7] En esta adaptación, Rita Farr es el nombre artístico que escogió al inicio de su carrera como actriz; su verdadero nombre es Gertrude Cramps.

#### Animación
- Elasti-Girl ha aparecido como miembro de Doom Patrol en el episodio de dos partes "Homecoming" de Teen Titans, con la voz de Tara Strong. Su capacidad de encogimiento no se demuestra en la serie, excepto cuando regresa de su estado agrandado a su tamaño normal.
- Elasti-Girl (junto a los miembros de Doom Patrol Jefe, Hombre Negativo y Robotman) aparece en el episodio "The Last Patrol" de Batman: The Brave and the Bold, con la voz de Olivia d'Abo. En esta versión, se ha vuelto muy gorda y se está revolcando en la autocompasión debido al accidente en París que rompió Doom Patrol. Incluso se le mostró haciendo eso en una fiesta que celebró en su mansión junto al mar cuando el Maestro Mutante y sus secuaces atacaron. Cuando Batman y Jefe llegaron, lograron convencer a Elasti-Girl de que se uniera y se defendiera del Maestro Mutante. Ella pierde peso rápidamente antes de hacerlo. En una recreación de la Doom Patrol original Al final de la serie, ella y sus compañeros de equipo más tarde sacrifican sus vidas para evitar que el General Zahl detone explosivos colocados en la isla de un pequeño pueblo de pescadores.
- Rita Farr aparece muy brevemente en el episodio "Image" de Young Justice. Su nombre apareció en los créditos de una comedia de televisión de ficción llamada "Hello Megan", protagonizada por una adolescente Marie Logan (madre de Garfield Logan). Más tarde aparece como Elasti-Woman en la tercera temporada de Young Justice, con la voz de Hynden Walch.
- Elasti-Girl apareció en los segmentos de "Doom Patrol" de DC Nation Shorts, con la voz de Kari Wahlgren.
- Elasti-Girl aparece en Teen Titans Go!, con la voz de Cree Summer.

### Miscelánea
- En la película de 2004 Los Increíbles, el nombre de Helen Parr fue utilizado para el alter ego de "Elastigirl". Pixar solicitó el permiso a DC Comics para utilizar el nombre en la película, siempre y cuando no se utilizase en mercadotecnia. En la mercadotecnia (y en la película) se refieren a ella como "la Señora Increíble".[8]